# Jakob van Hoddis
Jakob van Hoddis, właściwie Hans Davidsohn (ur. 16 maja 1887 w Berlinie; zm. 1942 w Sobiborze) – niemiecki poeta ekspresjonizmu pochodzenia żydowskiego. Znany jest jako autor wiersza "Weltende" ("Koniec świata"), który pierwszy raz opublikowany został 11 stycznia 1911 w berlińskim czasopiśmie Der Demokrat. Kolejnych 70 wierszy ukazało się w tygodnikach Die Aktion i Der Sturm.

## Życiorys
W okresie I wojny światowej, w czasie której zginął jego brat Ludwig, nasiliły się u poety objawy psychozy, do końca życia pozostawał pod opieką lekarzy. Po objęciu władzy w Niemczech przez nazistów jego matka i siostry wyemigrowały do Palestyny, a on trafił do żydowskiego ośrodka opiekuńczego koło Koblencji. 30 kwietnia 1942 został deportowany do okupowanej przez Niemców Polski i zamordowany prawdopodobnie w obozie zagłady w Sobiborze.
Jego ciotką była Friederike Kempner.

## Wydanie dzieł
- Weltende. Gesammelte Dichtungen red. Paul Pörtner, Zürich, Arche, 1958.

## Opracowania
- Stratenwerth, Irene und Stiftung "Neue Synagoge Berlin - Centrum Judaicum" (Hrsg.): alle meinen pfade rangen mit der nacht. jakob van hoddis - hans davidson (1887-1942).